# Лисец (Предбалкан)
 Тази статия е за плански рид в Предбалкана.  За други значения вижте Лисец.  
Лисец е планински рид в Западния Предбалкан, Софийска област и Ловеч, вододел между реките Малки Искър и Вит, най-високата част на Западния Предбалкан.
Планинския рид Лисец се издига във вътрешната структурна ивица на Западния Предбалкан, като се простира от север на юг на протежение от 20 км между долините на реките Малки Искър и Вит, а ширината му от запад на изток е около 10 км. На изток склоновете на рида се спускат стръмно, а на много места и отвесно към река Вит и лявата я съставяща река Черни Вит. На запад склоновете са полегати и достигат до долините на реките Малки Искър и десния ѝ приток Стара река (Лопянска река). На юг се ограничава от левия приток на Черни Вит Свинска река и река Ямна (десен приток на Стара река), като при село Ямна чрез седловина висока 880 м се свързва със Златишко-Тетевенската планина на Стара планина. На север достига до долината на река Зоренишки дол (ляв приток на Вит), а в южната част на град Ябланица чрез седловина висока 456 м се свързва с рида Драгоица от Западния Предбалкан.
Най-високата точка е връх Черти град (1283,6 м), издигащ се в южната част на рида, на 3 км по права линия североизточно от село Ямна. Връх Черти град е най-високата точка на Западния Предбалкан. Реките течащи към Вит са къси, бурни и с голям наклон, а тези към басейна на Малки Искър по-дълги, по-спокойни и с по-малък наклон, поради това, че вододелът между двата басейна минава в източната част на рида.
Лисец е изграден от юрски и долнокредни варовици и песъчливи мергели, дълбоко прорязани от карстови форми – пропасти, понори и пещери (Бенковска пещера). Билото и склоновете на рида са силно залесени, обрасли с буково-габърови гори, редуващи се с хубави пасища.
Във вътрешността на рида и по неговите склонове са разположени 11 населени места, в т.ч. 2 града и 9 села:
- Област Ловеч

- Община Тетевен – Гложене, Голям извор, Тетевен (квартали Байовица, Банков дол, Здравец, Крушов дол, Недковци и Полатен) и Черни Вит;
- Община Ябланица – Малък извор и Ябланица;

- Софийска област

- Община Етрополе – Брусен, Лопян, Малки Искър, Оселна и Ямна.
- Община Правец – Джурово.

Северозападно от Лисец, през седловината свързваща го с рида Драгоица преминават участъци от автомагистрала „Хемус“ и първокласен път № 3 от Държавната пътна мрежа Ботевград – Плевен – Бяла.
В северната част на рида, високо над село Гложене е разположен Гложенския манастир.

## Топографска карта
- Лист от карта K-35-25. Мащаб: 1 : 100 000.
- Лист от карта K-35-37. Мащаб: 1 : 100 000.